# Vũ trụ
Vũ trụ bao gồm tất cả các vật chất, năng lượng và không gian hiện có, được xem là một khối bao quát. Vũ trụ hiện tại chưa xác định được kích thước chính xác, giả thuyết cho rằng nó đã được mở rộng kể từ khi khởi đầu ở Vụ Nổ Lớn khoảng 13,8 tỷ năm trước. Vũ trụ bao gồm các hành tinh, sao, thiên hà, các thành phần của không gian liên sao, những hạt hạ nguyên tử nhỏ nhất, vật chất và năng lượng. Vũ trụ quan sát được có đường kính vào khoảng 28,5 tỷ parsec (93 tỷ năm ánh sáng) trong thời điểm hiện tại và ước tính có khoảng 2 nghìn tỉ thiên hà trong vũ trụ quan sát được. Các nhà thiên văn chưa biết được kích thước toàn thể của vũ trụ là bao nhiêu và cũng có thể là gần như vô hạn. Những quan sát và phát triển của vật lý lý thuyết đã giúp suy luận ra thành phần và sự tiến triển của vũ trụ.
Xuyên suốt các thư tịch lịch sử, các giả thuyết vũ trụ học và tinh nguyên học, bao gồm các mô hình khoa học, đã từng được đề xuất để giải thích những hiện tượng quan sát của vũ trụ. Các thuyết địa tâm định lượng đầu tiên đã được phát triển bởi các nhà triết học Hy Lạp cổ đại và triết học Ấn Độ. Trải qua nhiều thế kỷ, các quan sát thiên văn ngày càng chính xác hơn đã đưa tới thuyết nhật tâm của Nicolaus Copernicus và dựa trên kết quả thu được từ Tycho Brahe, cải tiến cho thuyết đó về quỹ đạo elip của hành tinh bởi Johannes Kepler, mà cuối cùng được Isaac Newton giải thích bằng lý thuyết hấp dẫn của ông. Những cải tiến quan sát được xa hơn trong vũ trụ dẫn tới con người nhận ra rằng Hệ Mặt Trời nằm trong một thiên hà chứa hàng tỷ ngôi sao, gọi là Ngân Hà. Sau đó các nhà thiên văn phát hiện ra rằng thiên hà của chúng ta chỉ là một trong số hàng trăm tỷ thiên hà khác. Ở trên những quy mô lớn nhất, sự phân bố các thiên hà được giả định là đồng nhất và như nhau trong mọi hướng, có nghĩa là Vũ trụ không có biên hay một tâm đặc biệt nào đó. Quan sát về sự phân bố và vạch phổ của các thiên hà đưa đến nhiều lý thuyết vật lý vũ trụ học hiện đại. Khám phá trong đầu thế kỷ XX về sự dịch chuyển đỏ trong quang phổ của các thiên hà gợi ý rằng Vũ trụ đang giãn nở, và khám phá ra bức xạ nền vi sóng vũ trụ cho thấy vũ trụ phải có thời điểm khởi đầu. Gần đây, các quan sát vào cuối thập niên 1990 chỉ ra sự giãn nở của vũ trụ đang gia tốc cho thấy thành phần năng lượng chủ yếu trong vũ trụ thuộc về một dạng chưa biết tới gọi là năng lượng tối. Đa phần khối lượng trong vũ trụ này tồn tại dưới một dạng chưa từng biết đến là vật chất tối.
Lý thuyết Vụ Nổ Lớn là mô hình vũ trụ học được chấp thuận rộng rãi, nó miêu tả về sự hình thành và tiến hóa của vũ trụ. Không gian và thời gian được tạo ra trong Vụ Nổ Lớn, và một lượng cố định năng lượng và vật chất choán đầy trong nó; khi không gian giãn nở, mật độ của vật chất và năng lượng giảm. Sau sự giãn nở ban đầu, nhiệt độ vũ trụ giảm xuống đủ lạnh cho phép hình thành lên những hạt hạ nguyên tử đầu tiên và tiếp sau là những nguyên tử đơn giản. Các đám mây khổng lồ chứa những nguyên tố nguyên thủy này theo thời gian dưới ảnh hưởng của lực hấp dẫn kết tụ lại thành các ngôi sao. Nếu giả sử mô hình phổ biến hiện nay là đúng, thì tuổi của vũ trụ có giá trị tính được từ những dữ liệu quan sát là 13,799 ± 0,021 tỷ năm..
Có nhiều giả thiết đối nghịch nhau về số phận sau cùng của vũ trụ. Các nhà vật lý và triết học vẫn không biết chắc về những gì, nếu bất cứ điều gì, có trước Vụ Nổ Lớn. Nhiều người phản bác những ước đoán, nghi ngờ bất kỳ thông tin nào từ trạng thái trước này có thể thu thập được. Có một số giả thuyết về đa vũ trụ, trong đó một vài nhà vũ trụ học đề xuất rằng vũ trụ có thể là một trong số nhiều vũ trụ cùng tồn tại song song với nhau .

## Từ nguyên
Từ "vũ trụ" trong tiếng Việt được vay mượn từ tiếng Hán "宇宙". Vũ "宇" trong vũ trụ "宇宙" có nghĩa là không gian, còn trụ "宙" có nghĩa là thời gian. Vũ trụ nghĩa mặt chữ là không gian và thời gian. Một từ đồng nghĩa với vũ trụ là "hoàn vũ" ("寰宇"), hoàn nghĩa là vùng, cõi rộng lớn, hoàn vũ là vũ trụ, khoảng trời đất bao la.

## Định nghĩa
Vũ trụ có thể được định nghĩa là mọi thứ đang tồn tại, mọi thứ đã tồn tại, và mọi thứ sẽ tồn tại. Theo như hiểu biết hiện tại, Vũ trụ chứa các thành phần: không thời gian, các dạng năng lượng (bao gồm bức xạ điện từ và vật chất), và các định luật vật lý liên hệ giữa chúng. Vũ trụ bao hàm mọi dạng sống, mọi lịch sử, và thậm chí một số nhà triết học và khoa học gợi ý rằng nó bao hàm các ý tưởng như toán học và logic.

## Các tiến trình và Vụ Nổ Lớn
Mô hình được chấp nhận rộng rãi về nguồn gốc của Vũ trụ đó là lý thuyết Vụ Nổ Lớn. Mô hình Vụ Nổ Lớn miêu tả trạng thái sớm nhất của Vũ trụ có mật độ và nhiệt độ cực kỳ lớn và sau đó trạng thái này giãn nở tại mọi điểm trong không gian. Mô hình dựa trên thuyết tương đối rộng và những giả thiết cơ bản như tính đồng nhất và đẳng hướng của không gian. Phiên bản của mô hình với hằng số vũ trụ học (Lambda) và vật chất tối lạnh, gọi là mô hình Lambda-CDM, là mô hình đơn giản nhất cung cấp cách giải thích hợp lý cho nhiều quan sát khác nhau trong Vũ trụ. Mô hình Vụ Nổ Lớn giải thích cho những quan sát như sự tương quan giữa khoảng cách và dịch chuyển đỏ của các thiên hà, tỉ lệ giữa số lượng nguyên tử hiđrô với nguyên tử heli, và bức xạ nền vi sóng vũ trụ.
| Tiến trình của Vũ trụ |
| --- |
| Dòng thời gian của vũ trụ. Đại diện cho sự tiến hóa của vũ trụ trong 13,77 tỷ năm. Hình bên trái mô tả khoảnh khắc sớm nhất mà chúng ta có thể thăm dò hiện nay, khi một thời kỳ "lạm phát" tạo ra sự bùng nổ tăng trưởng theo cấp số nhân trong vũ trụ. (Kích thước được mô tả bằng phạm vi thẳng đứng của lưới trong hình này.) Trong vài tỷ năm tiếp theo, sự giãn nở của vũ trụ dần dần chậm lại khi vật chất trong vũ trụ tự kéo lên nhờ lực hấp dẫn. Gần đây hơn, sự giãn nở đã bắt đầu tăng tốc trở lại khi các tác động đẩy của năng lượng tối lấn át sự giãn nở của vũ trụ. Ánh sáng rực rỡ mà WMAP nhìn thấy được phát ra khoảng 375.000 năm sau khi lạm phát và đã đi khắp vũ trụ mà không bị cản trở gì kể từ đó. Các điều kiện của thời gian trước đó được in dấu trên ánh sáng này; nó cũng tạo thành đèn nền cho những phát triển sau này của vũ trụ. Trong biểu đồ này, thời gian truyền từ trái sang phải, vì vậy tại bất kỳ thời điểm nào, Vũ trụ được biểu diễn bằng một "lát" hình đĩa của biểu đồ. (Chú thích: Quantum Fluctuations: Dao động lượng tử; Inflation: Lạm pháp; Afterglow Light Pattern 375,000 yrs.: Mẫu ánh sáng rực rỡ 375.000 năm; Dark Ages: Thời kì đen tối; 1st Stars about 400 million yrs.: Ngôi sao đầu tiên khoảng 400 triệu năm; Development of Galaxies, Planets, etc.: Sự phát triển của các Thiên hà, Hành tinh, v.v.; Dark Energy Accelerated Expansion: Năng lượng tối mở rộng được tăng tốc.) (Chú ý: duới hình có một thanh ngang đó là thanh thời gian: Big Bang Expansion 13.77 billion years: Mở rộng Big bang: 13.77 tỉ năm.) |

Trạng thái nóng, đặc ban đầu được gọi là kỷ nguyên Planck, một giai đoạn ngắn kéo dài từ lúc thời gian bằng 0 cho tới một đơn vị thời gian Planck xấp xỉ bằng 10−43 giây. Trong kỷ nguyên Planck, mọi loại vật chất và mọi loại năng lượng đều tập trung trong một trạng thái đặc, nơi lực hấp dẫn được cho là trở lên mạnh ngang với các lực cơ bản khác, và tất cả các lực này có thể đã thống nhất làm một. Từ kỷ nguyên Planck, Vũ trụ đã giãn nở cho tới hình dạng hiện tại, mà có khả năng nó đã trải qua một giai đoạn lạm phát rất ngắn khiến cho kích thước của Vũ trụ đạt tới kích thước lớn hơn nhiều chỉ trong ít hơn 10−32 giây. Giai đoạn này làm đều đặn đi các khối cục vật chất nguyên sơ của Vũ trụ và để lại nó trong trạng thái đồng đều và đẳng hướng như chúng ta quan sát thấy ngày nay. Các thăng giáng cơ học lượng tử trong suốt quá trình này để lại các thăng giáng mật độ trong Vũ trụ, mà sau đó trở thành mầm mống cho sự hình thành các cấu trúc trong Vũ trụ.
Sau kỷ nguyên Planck và lạm phát tới các kỷ nguyên quark, hadron, và lepton. Theo Steven Weinberg, ba kỷ nguyên này kéo dài khoảng 13,82 giây sau thời điểm Vụ Nổ Lớn. Sự xuất hiện của các nguyên tố nhẹ có thể được giải thích bằng lý thuyết dựa trên sự giãn nở của không gian kết hợp với vật lý hạt nhân và vật lý nguyên tử. Khi Vũ trụ giãn nở, mật độ năng lượng của bức xạ điện từ giảm nhanh hơn so với mật độ của vật chất bởi vì năng lượng của một photon giảm theo bước sóng của nó. Cùng với Vũ trụ giãn nở và nhiệt độ giảm đi, các hạt cơ bản kết hợp lại thành những hạt tổ hợp lớn hơn và ổn định hơn. Do vậy, chỉ vài giây sau Vụ Nổ Lớn, hình thành các hạt proton và neutron ổn định và rồi hình thành lên các hạt nhân nguyên tử thông qua các phản ứng hạt nhân. Quá trình này, gọi là tổng hợp hạt nhân Vụ Nổ Lớn, dẫn tới sự có mặt hiện nay của các hạt nhân nhẹ, bao gồm hiđrô, deuteri, và heli. Tổng hợp hạt nhân Vụ Nổ Lớn kết thúc sau khoảng 20 phút, khi nhiệt độ Vũ trụ giảm xuống mức không còn đủ để xảy ra các phản ứng tổng hợp hạt nhân nữa. Ở giai đoạn này, vật chất trong Vũ trụ chủ yếu là plasma nóng đặc chứa các electron mang điện tích âm, các hạt neutrino trung hòa và các hạt nhân mang điện tích dương. Các hạt và phản hạt liên tục va chạm và hủy thành cặp photon và ngược lại. Kỷ nguyên này được gọi là kỷ nguyên photon, kéo dài trong khoảng 380 nghìn năm.
Với photon không còn tương tác với vật chất nữa, Vũ trụ bước vào giai đoạn vật chất chiếm đa số về mật độ (matter-dominated era; lưu ý là giai đoạn này sau khoảng 47 nghìn năm kể từ Vụ Nổ Lớn, bởi Vũ trụ vẫn như màn sương mờ đục-optical thick-đối với bức xạ. Trước giai đoạn này là bức xạ chiếm đa số và động lực của Vũ trụ bị chi phối bởi bức xạ.). Đến thời điểm của kỷ nguyên tái kết hợp - sau khoảng 380 nghìn năm, electron và các hạt nhân hình thành lên các nguyên tử ổn định, cho phép Vũ trụ trở lên trong suốt với sóng điện từ. Lúc này ánh sáng có thể lan truyền tự do trong không gian, và nó vẫn còn được quan sát cho tới tận ngày nay với tên gọi bức xạ nền vi sóng vũ trụ (CMB). Sau khoảng 100 đến 300 triệu năm, những ngôi sao đầu tiên bắt đầu hình thành; đây là những ngôi sao rất lớn, sáng và chịu trách nhiệm cho quá trình tái ion hóa của Vũ trụ. Bởi không có các nguyên tố nặng hơn lithi từ giai đoạn tổng hợp hạt nhân Vụ Nổ Lớn, những ngôi sao này đã tạo ra các nguyên tố nặng đầu tiên bởi quá trình tổng hợp hạt nhân sao. Vũ trụ cũng chứa một dạng năng lượng bí ẩn gọi là năng lượng tối; mật độ năng lượng của năng lượng tối không thay đổi theo thời gian. Sau khoảng 9,8 tỷ năm, Vũ trụ đã giãn nở đến mức độ khiến cho mật độ của vật chất nhỏ hơn mật độ của năng lượng tối, đánh dấu bắt đầu của giai đoạn năng lượng tối thống lĩnh Vũ trụ (dark-energy-dominated era). Trong giai đoạn này, sự giãn nở gia tăng của Vũ trụ là do năng lượng tối.

## Tính chất
Không thời gian của Vũ trụ thường được thể hiện từ khuôn khổ của không gian Euclid, khi coi không gian có ba chiều vật lý, và thời gian là một chiều khác, trở thành "chiều thứ tư". Bằng cách kết hợp không gian và thời gian thành một thực thể đa tạp toán học duy nhất gọi là không gian Minkowski, các nhà vật lý đã đưa ra nhiều lý thuyết vật lý miêu tả các hiện tượng trong Vũ trụ theo một cách thống nhất hơn từ phạm vi siêu thiên hà cho tới mức hạ nguyên tử.
Các sự kiện trong không thời gian không được xác định tuyệt đối từ khoảng không gian và khoảng thời gian mà có quan hệ tương đối với chuyển động của một quan sát viên. Không gian Minkowski miêu tả gần đúng Vũ trụ khi không có lực hấp dẫn; đa tạp tựa-Riemann của thuyết tương đối rộng miêu tả Vũ trụ chính xác hơn khi đưa trường hấp dẫn và vật chất vào không thời gian bốn chiều. Lý thuyết dây giả thiết có tồn tại những chiều ngoại lai khác của không thời gian.
Trong bốn tương tác cơ bản, lực hấp dẫn thống trị Vũ trụ trên phạm vi kích thước lớn, bao gồm thiên hà và các cấu trúc lớn hơn. Các hiệu ứng hấp dẫn có tính tích lũy; ngược lại, trong khi đó các hiệu ứng của điện tích âm và điện tích dương có xu hướng hủy lẫn nhau, khiến cho lực điện từ không có ảnh hưởng nhiều trên quy mô lớn của Vũ trụ. Hai tương tác còn lại, tương tác yếu và tương tác mạnh, giảm cường độ tác dụng rất nhanh theo khoảng cách và các hiệu ứng của chúng chủ yếu đáng kể trên phạm vi hạ nguyên tử.
Vũ trụ chứa vật chất nhiều hơn phản vật chất, một sự chênh lệch có khả năng liên quan tới sự vi phạm CP trong tương tác yếu. Dường như Vũ trụ cũng không có động lượng hay mômen động lượng. Sự vắng mặt của điện tích hay động lượng trên tổng thể có thể xuất phát từ các định luật vật lý được đa số các nhà khoa học công nhận (tương ứng định luật Gauss và tính không phân kỳ của giả tenxơ ứng suất-năng lượng-động lượng) nếu Vũ trụ có biên giới hạn.
| Các cấp độ khoảng cách trong Vũ trụ quan sát được |
| --- |
| Sơ đồ vị trí của Trái đất trong Vũ trụ trong một loạt tám bản đồ hiển thị từ trái sang phải, bắt đầu từ Trái đất, di chuyển đến Hệ Mặt trời, lên Vùng lân cận giữa các vì sao, lên Dải Ngân hà, vào Nhóm thiên hà cục bộ, lên Siêu đám Xử Nữ, lên siêu đám địa phương của chúng ta, và kết thúc ở Vũ trụ quan sát được. |

### Hình dạng

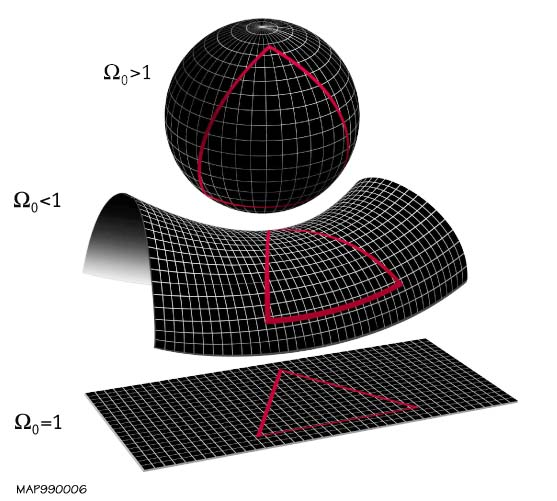
Ba hình dạng có thể của vũ trụ.

Thuyết tương đối tổng quát miêu tả không thời gian bị cong như thế nào do ảnh hưởng của vật chất và năng lượng. Tô pô hay hình học của Vũ trụ bao gồm cả hình học cục bộ trong vũ trụ quan sát được và hình học toàn cục. Các nhà vũ trụ học thường nghiên cứu trên một nhát cắt kiểu không gian nhất định của không thời gian gọi là các tọa độ đồng chuyển động. Phần không thời gian có thể quan sát được là phần nhìn ngược về nón ánh sáng mà phân định ra chân trời vũ trụ học. Chân trời vũ trụ học (cũng gọi là chân trời hạt hoặc chân trời ánh sáng) là khoảng cách đo được mà từ đó có thể khôi phục được thông tin hay khoảng cách lớn nhất mà hạt có thể đạt được để tới quan sát viên trong phạm vi tuổi của Vũ trụ. Chân trời này là ranh giới biên giữa những vùng quan sát được và không quan sát được của Vũ trụ. Sự tồn tại, tính chất và ý nghĩa của chân trời Vũ trụ học phụ thuộc vào từng mô hình vũ trụ học cụ thể.
Một tham số quan trọng xác định lên tương lai tiến hóa của Vũ trụ đó là tham số mật độ, Omega (Ω), định nghĩa bằng mật độ vật chất trung bình của Vũ trụ chia cho một giá trị giới hạn của mật độ này. Việc có một trong ba khả năng của hình dạng Vũ trụ phụ thuộc vào Ω có bằng, nhỏ hơn hay lớn hơn 1. Tương ứng với các giá trị này là Vũ trụ phẳng, mở hay Vũ trụ đóng.
Các quan sát, bao gồm từ các tàu Cosmic Background Explorer (COBE), Tàu thăm dò Bất đẳng hướng Vi sóng Wilkinson (WMAP), và Planck vẽ bản đồ CMB, cho thấy Vũ trụ mở rộng vô hạn với tuổi hữu hạn như được miêu tả bởi mô hình Friedmann–Lemaître–Robertson–Walker (FLRW). Mô hình FLRW cũng ủng hộ các mô hình vũ trụ lạm phát và mô hình chuẩn của vũ trụ học, miêu tả vũ trụ phẳng và đồng nhất với sự chiếm lĩnh chủ yếu của vật chất tối và năng lượng tối.
Tô pô toàn cục của Vũ trụ rất khó xác định và người ta chưa biết chính xác tính chất này của Vũ trụ. Từ các dữ liệu quan trắc CMB của tàu Planck, một số nhà vật lý cho rằng tô pô của vũ trụ là mở, lớn vô hạn có biên hoặc không có biên.

### Kích thước và các khu vực
Xác định kích thước chính xác của Vũ trụ là một vấn đề khó khăn. Theo như định nghĩa có tính giới hạn, Vũ trụ là những thứ trong phạm vi không thời gian mà có thể có cơ hội tương tác với chúng ta và ngược lại. Theo thuyết tương đối tổng quát, một số khu vực của không gian sẽ không bao giờ tương tác được với chúng ta ngay cả trong thời gian tồn tại của Vũ trụ bởi vì tốc độ ánh sáng là giới hạn và sự giãn nở của không gian. Ví dụ, thông điệp vô tuyến gửi từ Trái Đất có thể không tới được một số khu vực của không gian, ngay cả nếu như Vũ trụ tồn tại mãi mãi: do không gian có thể giãn nở nhanh hơn ánh sáng truyền bên trong nó.
Các vùng không gian ở xa được cho là tồn tại và là một phần thực tại như chúng ta, cho dù chúng ta không bao giờ chạm tới được chúng. Vùng không gian mà chúng ta có thể thu nhận được thông tin gọi là Vũ trụ quan sát được. Nó phụ thuộc vào vị trí của người quan sát. Bằng cách di chuyển, một quan sát viên có thể liên lạc được với một vùng không thời gian lớn hơn so với quan sát viên đứng yên. Tuy vậy, ngay cả đối với quan sát viên di chuyển nhanh nhất cũng không thể tương tác được với toàn bộ không gian. Nói chung, Vũ trụ quan sát được lấy theo nghĩa của phần không gian Vũ trụ được quan sát từ điểm thuận lợi của chúng ta từ Ngân Hà.
Khoảng cách riêng—khoảng cách được đo tại một thời điểm cụ thể, bao gồm vị trí hiện tại từ Trái Đất cho tới biên giới của Vũ trụ quan sát được là bằng 46 tỷ năm ánh sáng (14 tỷ parsec), do đó đường kính của Vũ trụ quan sát được vào khoảng 91 tỷ năm ánh sáng (28×109 pc). Khoảng cách ánh sáng từ biên của Vũ trụ quan sát được là xấp xỉ bằng tuổi của Vũ trụ nhân với tốc độ ánh sáng, 13,8 tỷ năm ánh sáng (4,2×109 pc), nhưng khoảng cách này không biểu diễn cho một thời điểm bất kỳ khác, bởi vì biên giới của Vũ trụ và Trái Đất đang di chuyển dần ra xa khỏi nhau. Để so sánh, đường kính của một thiên hà điển hình gần bằng 30.000 năm ánh sáng, và khoảng cách điển hình giữa hai thiên hà lân cận nhau là khoảng 3 triệu năm ánh sáng. Ví dụ, đường kính của Ngân Hà vào khoảng 100.000 năm ánh sáng, và thiên hà lớn gần nhất với Ngân Hà, thiên hà Andromeda, nằm cách xa khoảng 2,5 triệu năm ánh sáng.
Bởi vì chúng ta không thể quan sát không gian vượt ngoài biên giới của Vũ trụ quan sát được, chúng ta không thể biết được kích thước của Vũ trụ là hữu hạn hay vô hạn.

### Tuổi và sự giãn nở
Các nhà thiên văn tính toán tuổi của Vũ trụ bằng giả thiết rằng mô hình Lambda-CDM miêu tả chính xác sự tiến hóa của Vũ trụ từ một trạng thái nguyên thủy rất nóng, đậm đặc và đồng nhất cho tới trạng thái hiện tại và họ thực hiện đo các tham số vũ trụ học mà cấu thành lên mô hình này. Mô hình này được hiểu khá tốt về mặt lý thuyết và được ủng hộ bởi những quan trắc thiên văn với độ chính xác cao gần đây như từ các tàu WMAP và Planck. Các kết quả này thường khớp với các quan trắc từ các dự án khảo sát sự bất đẳng hướng trong bức xạ vi sóng vũ trụ, mối liên hệ giữa dịch chuyển đỏ và độ sáng từ các vụ nổ siêu tân tinh loại Ia, và khảo sát các cụm thiên hà trên phạm vi lớn bao gồm đặc điểm dao động baryon tựa âm thanh (baryon acoustic oscillation). Những quan sát khác, như nghiên cứu hằng số Hubble, sự phân bố các cụm thiên hà, hiện tượng thấu kính hấp dẫn yếu và tuổi của các cụm sao cầu, đều cho dữ liệu nhất quán với nhau, từ đó mang lại phép thử chéo cho mô hình chuẩn của Vũ trụ học ở giai đoạn trẻ của vũ trụ nhưng bớt chính xác hơn đối với những đo đạc trong phạm vi gần Ngân Hà. Với sự ưu tiên về mô hình Lambda-CDM là đúng, sử dụng nhiều kỹ thuật đo cho những tham số này cho phép thu được giá trị xấp xỉ tốt nhất về tuổi của Vũ trụ vào khoảng 13,799 ± 0,021 tỷ năm (tính đến năm 2015).
Theo thời gian Vũ trụ và các thành phần trong nó tiến hóa, ví dụ số lượng và sự phân bố của các chuẩn tinh và các thiên hà đều thay đổi và chính không gian cũng giãn nở. Vì sự giãn nở này, các nhà khoa học có thể ghi lại được ánh sáng từ một thiên hà nằm cách xa Trái Đất 30 tỷ năm ánh sáng cho dù ánh sáng mới chỉ đi được khoảng thời gian khoảng 13 tỷ năm; lý do không gian giữa chúng đã mở rộng ra. Sự giãn nở này phù hợp với quan sát rằng ánh sáng từ những thiên hà ở xa khi tới được thiết bị đo thì đã bị dịch chuyển sáng phía đỏ; các photon phát ra từ chúng đã mất dần năng lượng và chuyển dịch sang bước sóng dài hơn (hay tần số thấp hơn) trong suốt quãng đường hành trình của chúng. Phân tích phổ từ các siêu tân tinh loại Ia cho thấy sự giãn nở không gian là đang gia tốc tăng.
Càng nhiều vật chất trong Vũ trụ, lực hút hấp dẫn giữa chúng càng mạnh. Nếu Vũ trụ quá đậm đặc thì nó sẽ sớm co lại thành một kỳ dị hấp dẫn. Tuy nhiên, nếu Vũ trụ chứa quá ít vật chất thì sự giãn nở sẽ gia tốc quá nhanh không đủ thời gian để các hành tinh và hệ hành tinh hình thành. Sau Vụ Nổ Lớn, Vũ trụ giãn nở một cách đơn điệu. Thật ngạc nhiên là, Vũ trụ của chúng ta có mật độ khối lượng vừa đúng vào cỡ khoảng 5 proton trên một mét khối cho phép sự giãn nở của không gian kéo dài trong suốt 13,8 tỷ năm qua, một quãng thời gian đủ để hình thành lên vũ trụ quan sát được như ngày nay.
Có những lực mang tính động lực tác động lên các hạt trong Vũ trụ mà ảnh hưởng tới tốc độ giãn nở. Trước năm 1998, đa số các nhà vũ trụ học cho rằng sự tăng giá trị của hằng số Hubble sẽ tiến tới giảm dần theo thời gian do sự ảnh hưởng của tương tác hấp dẫn, do vậy họ đưa ra một đại lượng đo được trong Vũ trụ đó là tham số giảm tốc mà họ hi vọng nó có liên hệ trực tiếp tới mật độ vật chất của Vũ trụ. Vào năm 1998, hai nhóm các nhà thiên văn độc lập với nhau đã đo được tham số giảm tốc có giá trị xấp xỉ bằng −1 nhưng khác 0, hàm ý rằng tốc độ giãn nở ngày nay của Vũ trụ là gia tăng theo thời gian.

### Không thời gian
Không thời gian là bối cảnh cho mọi sự kiện vật lý xảy ra—một sự kiện là một điểm trong không thời gian xác định bởi các tọa độ không gian và thời gian. Các yếu tố cơ bản của không thời gian là các sự kiện. Trong một không thời gian bất kỳ, sự kiện được xác định một cách duy nhất bởi vị trí và thời gian. Bởi vì các sự kiện là các điểm không thời gian, trong vật lý tương đối tính cổ điển, vị trí của một hạt cơ bản (giống như hạt điểm) tại một thời điểm cụ thể có thể được viết bằng {\displaystyle (x,y,z,t)}. Có thể định nghĩa không thời gian là hợp của mọi sự kiện giống như cách một đường thẳng là hợp của mọi điểm trên nó, mà theo phát biểu toán học gọi là đa tạp.
Vũ trụ dường như là một continum không thời gian chứa ba chiều không gian một chiều thời khoảng (thời gian). Trên trung bình, Vũ trụ có tính chất hình học gần phẳng (hay độ cong không gian xấp xỉ bằng 0), có nghĩa là hình học Euclid là mô hình xấp xỉ tốt về hình học của Vũ trụ trên khoảng cách lớn của nó. Ở cấu trúc toàn cục, tô pô của không thời gian có thể là không gian đơn liên (simply connected space), tương tự như với một mặt cầu, ít nhất trên phạm vi Vũ trụ quan sát được. Tuy nhiên, các quan sát hiện tại không thể ngoại trừ một số khả năng rằng Vũ trụ có thêm nhiều chiều ẩn giấu và không thời gian của Vũ trụ có thể là không gian tô pô đa liên toàn cục (multiply connected global topology), tương tự như tô pô của không gian hai chiều đối với mặt của hình trụ hoặc hình vòng xuyến.

## Thành phần

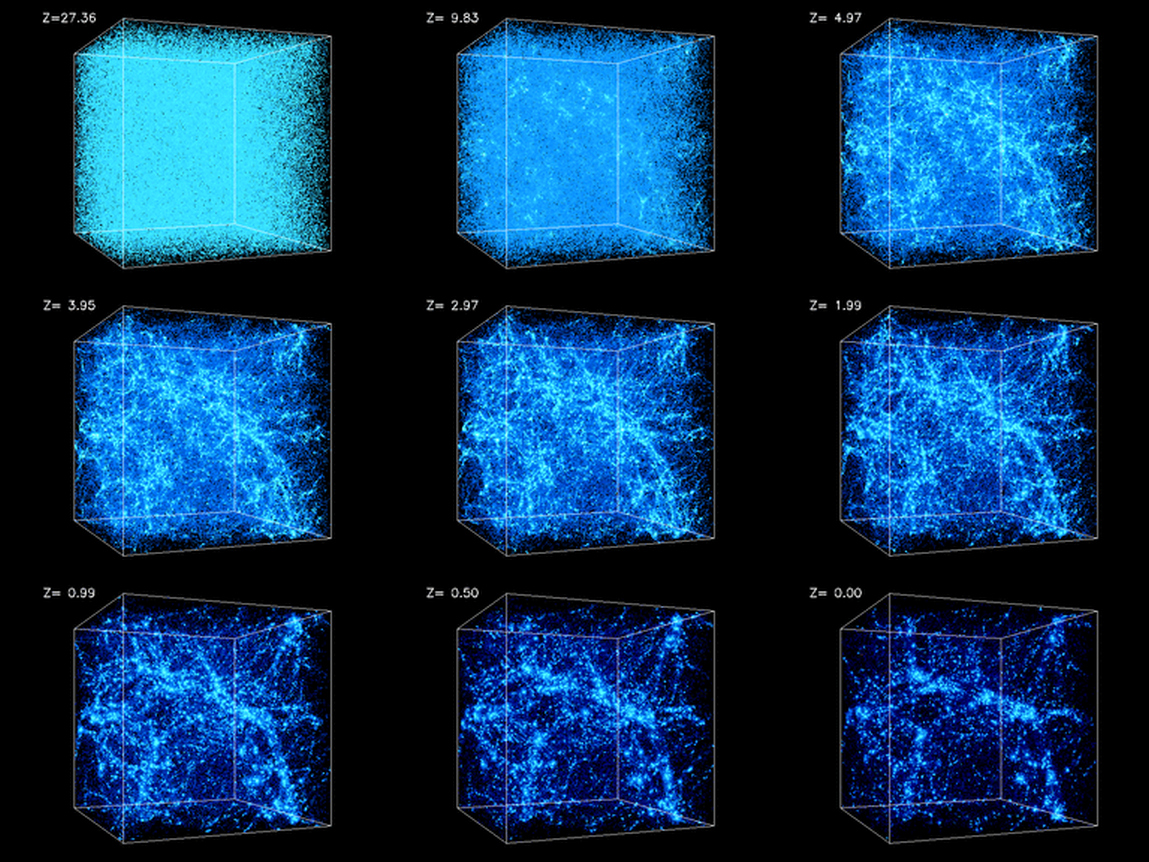
Mô phỏng sự hình thành của các đám và sợi thiên hà trên quy mô lớn theo mô hình Vật chất tối lạnh kết hợp với năng lượng tối. Khung hình chỉ ra tiến hóa của cấu trúc này trong hộp thể tích 43 triệu parsec (hay 140 triệu năm ánh sáng) từ dịch chuyển đỏ bằng 30 cho tới kỷ nguyên hiện tại (hộp trên cùng bên trái z=30 tới hộp dưới cùng bên phải z=0). Mô phỏng được thực hiện tại Trung tâm Quốc gia về Ứng dụng Siêu máy tính bởi Andrey Kravtsov (Đại học Chicago) và Anatoly Klypin (Đại học Bang New Mexico).

Vũ trụ chứa phần lớn các thành phần năng lượng tối, vật chất tối, và vật chất thông thường. Các thành phần khác là bức xạ điện từ (ước tính chiếm từ 0,005% đến gần 0,01%) và phản vật chất. Tổng lượng bức xạ điện từ sản sinh ra trong Vũ trụ đã giảm đi một nửa trong 2 tỷ năm qua.
Tỷ lệ phần trăm của mọi loại vật chất và năng lượng thay đổi trong suốt lịch sử của Vũ trụ. Ngày nay, vật chất thông thường, bao gồm nguyên tử, sao, thiên hà, môi trường không gian liên sao, và sự sống, chỉ chiếm khoảng 4,9% thành phần của Vũ trụ. Mật độ tổng hiện tại của loại vật chất thông thường là rất thấp, chỉ khoảng 4,5 × 10−31 gram trên một centimét khối, tương ứng với mật độ của một proton trong thể tích bốn mét khối. Các nhà khoa học vẫn chưa biết được bản chất của cả năng lượng tối và vật chất tối. Vật chất tối, một dạng vật chất bí ẩn mà các nhà vật lý vẫn chưa nhận ra dạng của nó, chiếm thành phần khoảng 26,8%. Năng lượng tối, có thể coi là năng lượng của chân không và là nguyên nhân gây ra sự giãn nở gia tốc của Vũ trụ trong lịch sử gần đây của nó, thành phần còn lại chiếm khoảng 68,3%.

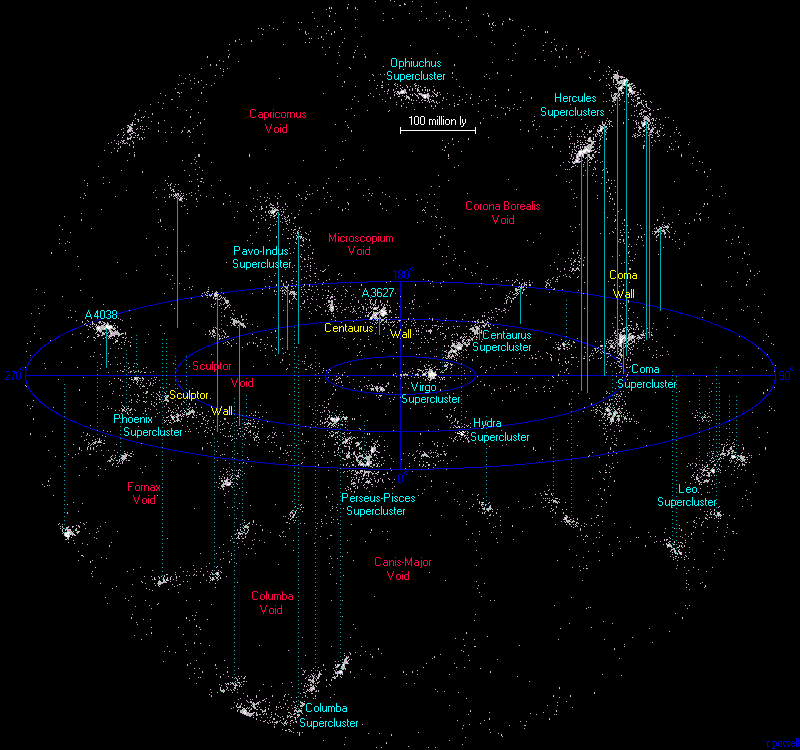
Bản đồ vẽ các siêu đám thiên hà và khoảng trống gần Trái Đất nhất.

Vật chất, vật chất tối, năng lượng tối phân bố đồng đều trong toàn thể Vũ trụ khi xét phạm vi khoảng cách trên 300 triệu năm ánh sáng. Tuy nhiên, trên những phạm vi nhỏ hơn, vật chất có xu hướng tập trung lại thành cụm; nhiều nguyên tử tích tụ thành các ngôi sao, các ngôi sao tập trung trong thiên hà và phần lớn các thiên hà quần tụ lại thành các đám, siêu đám và cuối cùng là những sợi thiên hà (galaxy filament) trên những khoảng cách lớn nhất. Vũ trụ quan sát được chứa xấp xỉ 3×1023 ngôi sao và hơn 100 tỷ (1011) thiên hà. Các thiên hà điển hình xếp từ loại thiên hà lùn với vài chục triệu  (107) sao cho tới những thiên hà chứa khoảng một nghìn tỷ (1012) sao. Giữa những cấu trúc này là các khoảng trống (void) lớn, với đường kính vào cỡ 10–150 Mpc (33 triệu–490 triệu ly). Ngân Hà nằm trong Nhóm Địa Phương, rồi đến lượt nó thuộc về siêu đám Laniakea. Siêu đám này trải rộng trên 500 triệu năm ánh sáng, trong khi Nhóm Địa Phương có đường kính xấp xỉ 10 triệu năm ánh sáng. Vũ trụ cũng có những vùng trống hoang vu tương đối lớn; khoảng trống lớn nhất từng đo được có đường kính vào khoảng 1,8 tỷ năm ánh sáng (550 Mpc).

Tỷ lệ phần trăm các thành phần của Vũ trụ ngày nay so với thời điểm 380.000 năm sau Vụ Nổ Lớn, dữ liệu thu thập trong 5 năm từ tàu WMAP (tính đến 2008). (Do làm tròn, tổng các tỷ lệ này không chính xác bằng 100%). Điều này phản ánh giới hạn của WMAP khi xác định vật chất tối và năng lượng tối.

Trên quy mô lớn hơn các siêu đám thiên hà, Vũ trụ quan sát được là đẳng hướng, có nghĩa rằng những dữ liệu mang tính chất thống kê của Vũ trụ có giá trị như nhau trong mọi hướng khi quan sát từ Trái Đất. Vũ trụ chứa đầy bức xạ vi sóng có độ đồng đều cao mà nó tương ứng với phổ bức xạ vật đen trong trạng thái cân bằng nhiệt động ở nhiệt độ gần 2,72548 kelvin. Tiên đề coi Vũ trụ là đồng đều và đẳng hướng trên phạm vi khoảng cách lớn được gọi là nguyên lý vũ trụ học. Nếu vật chất và năng lượng trong Vũ trụ phân bố đồng đều và đẳng hướng thì sẽ nhìn thấy mọi thứ như nhau khi quan sát từ mọi điểm và Vũ trụ không có một tâm đặc biệt nào.

### Năng lượng tối
Tại sao sự giãn nở của Vũ trụ lại tăng tốc vẫn là một câu hỏi hóc búa đối với các nhà vũ trụ học. Người ta thường cho rằng "năng lượng tối", một dạng năng lượng bí ẩn với giả thuyết mật độ không đổi và có mặt khắp nơi trong Vũ trụ là nguyên nhân của sự giãn nở này. Theo nguyên lý tương đương khối lượng-năng lượng, trong phạm vi cỡ thiên hà, mật độ của năng lượng tối (~ 7 × 10−30 g/cm³) nhỏ hơn rất nhiều so với mật độ của vật chất thông thường hay của năng lượng tối chứa trong thể tích của một thiên hà điển hình. Tuy nhiên, trong thời kỳ năng lượng tối thống trị hiện nay, nó lấn át thành phần khối lượng-năng lượng của Vũ trụ bởi vì sự phân bố đồng đều của nó ở khắp nơi trong không gian.
Các nhà khoa học đã đề xuất hai dạng mà năng lượng tối có thể gán cho đó là hằng số vũ trụ học, một mật độ năng lượng không đổi choán đầy không gian vũ trụ, và các trường vô hướng như nguyên tố thứ năm (quintessence) hoặc trường moduli, các đại lượng động lực mà mật độ năng lượng có thể thay đổi theo không gian và thời gian. Các đóng góp từ những trường vô hướng mà không đổi trong không gian cũng thường được bao gồm trong hằng số vũ trụ học. Ngoài ra, biến đổi nhỏ ở giá trị trường vô hướng bởi sự phân bố bất đồng nhất theo không gian khiến cho rất khó có thể phân biệt những trường này với mô hình hằng số vũ trụ. Vật lý lượng tử cũng gợi ý hằng số này có thể có nguồn gốc từ năng lượng chân không (ví dụ sự xuất hiện của hiệu ứng Casimir). Tuy vậy giá trị đo được của mật độ năng lượng tối lại nhỏ hơn 120 lần bậc độ lớn so với giá trị tính toán của lý thuyết trường lượng tử.

### Vật chất tối
Vật chất tối là loại vật chất giả thiết không thể quan sát được trong phổ điện từ, nhưng theo tính toán nó phải chiếm phần lớn vật chất trong Vũ trụ. Sự tồn tại và tính chất của vật chất tối được suy luận từ ảnh hưởng hấp dẫn của nó lên vật chất baryon, bức xạ và các cấu trúc lớn trong Vũ trụ. Ngoài neutrino, một loại được các nhà thiên văn vật lý xếp vào dạng vật chất tối nóng - có thể phát hiện thông qua các máy dò đặt dưới lòng đất, thì cho tới nay chưa thể phát hiện tác động trực tiếp của vật chất tối lên các thiết bị thí nghiệm, khiến cho nó trở thành một trong những bí ẩn lớn nhất của ngành thiên văn vật lý hiện đại. Vật chất tối không phát ra hay hấp thụ ánh sáng hay bất kỳ bức xạ điện từ nào ở mức đáng kể. Theo kết quả quan trắc từ bức xạ nền vi sóng vũ trụ, vật chất tối chiếm khoảng 26,8% tổng thành phần năng lượng-vật chất và 84,5%  tổng thành phần vật chất trong Vũ trụ quan sát được.

### Vật chất thường

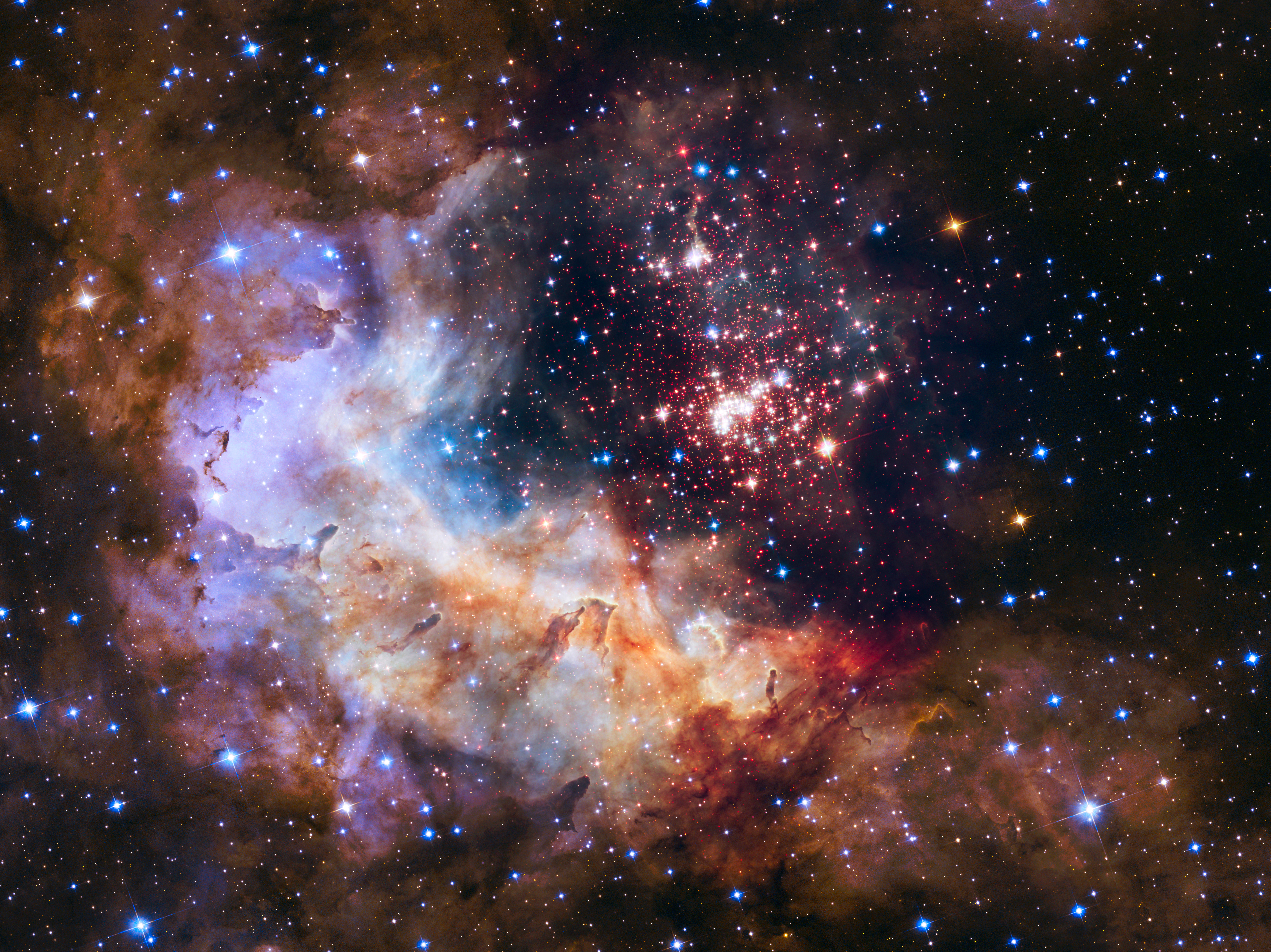
Ảnh chụp của Hubble về cụm sao trẻ Westerlund 2 và môi trường xung quanh nó.

Thành phần khối lượng-năng lượng chiếm 4,9% còn lại của Vũ trụ là "vật chất thông thường", tức là bao gồm các loại nguyên tử, ion, electron và các vật thể mà chúng cấu thành lên. Chúng bao gồm các sao, loại thiên thể tạo ra phần lớn ánh sáng phát ra từ các thiên hà, cũng như khí và bụi trong môi trường liên sao (vd. các tinh vân) và liên thiên hà, các hành tinh, và mọi vật thể có mặt trong cuộc sống hàng ngày mà chúng ta có thể cầm nắm, sản xuất, nghiên cứu và phát hiện ra.
Vật chất thông thường tồn tại trong bốn trạng thái (hay pha): thể rắn, lỏng, khí, và plasma. Tuy nhiên, những tiến bộ trong kỹ thuật thực nghiệm đã cho phép hiện thực hóa được những trạng thái mới của vật chất mà trước đó chỉ được tiên toán tồn tại trên lý thuyết, đó là ngưng tụ Bose–Einstein và ngưng tụ fermion.
Vật chất bình thường cấu thành từ hai loại hạt cơ bản: quark và lepton. Ví dụ, hạt proton hình thành từ hai hạt quark lên và một hạt quark xuống; hạt neutron hình thành từ hai hạt quark xuống và một hạt quark lên; và electron là một loại thuộc họ lepton. Một nguyên tử chứa một hạt nhân nguyên tử, mà do các proton và neutron liên kết với nhau, và các electron trên obitan nguyên tử. Bởi vì phần lớn khối lượng của nguyên tử tập trung tại hạt nhân của nó, mà cấu thành từ các hạt baryon, các nhà thiên văn học thường sử dụng thuật ngữ vật chất baryon để miêu tả vật chất thông thường, mặc dù một phần nhỏ của loại "vật chất baryon" này là các electron và neutrino.
Ngay sau vụ nổ Big Bang, các proton và neutron nguyên thủy hình thành từ dạng plasma quark–gluon của giai đoạn sơ khai khi Vũ trụ "nguội" đi dưới hai nghìn tỷ độ. Một vài phút sau, trong quá trình tổng hợp hạt nhân Big Bang, các hạt nhân hình thành nhờ sự kết hợp của các hạt proton và neutron nguyên thủy. Quá trình tổng hợp này tạo ra các nguyên tố nhẹ như lithi và beryllium, trong khi các nguyên tố nặng hơn chúng lại được sản sinh từ quá trình khác. Một số nguyên tử boron có thể hình thành vào giai đoạn này, nhưng đối với nguyên tố nặng hơn kế tiếp, carbon, đã không hình thành ra một lượng đáng kể. Tổng hợp hạt nhân Vụ Nổ Lớn kết thúc sau khoảng 20 phút do sự giảm nhanh chóng của nhiệt độ và mật độ bởi sự giãn nở của Vũ trụ. Sự hình thành các nguyên tố nặng hơn là do kết quả của các quá trình tổng hợp hạt nhân sao và tổng hợp hạt nhân siêu tân tinh.

### Hạt sơ cấp

Mô hình chuẩn của các hạt sơ cấp: 12 fermion cơ bản và 4 boson cơ bản. Các boson chuẩn (màu đỏ) bắt cặp với các fermion (màu tím và xanh), phóng to hình vẽ để thấy. Các cột là ba thế hệ vật chất (những fermion) và những hạt trường của tương tác (boson). Trong ba cột đầu tiên, hai hàng trên là các hạt quarks và hai hàng dưới là các lepton. Hai hàng trên lần lượt là quark lên (u) và quark xuống (d), quark duyên (c) và quark lạ (s), quark đỉnh (t) và quark đáy (b), và photon (γ) và gluon (g), ngoài cùng là boson Higgs. Hai hàng dưới chứa lần lượt neutrino electron (ν_{e}) và electron (e), neutrino muon (ν_{μ}) và muon (μ), neutrino tau (ν_{τ}) và tau (τ), và các boson mang lực hạt nhân yếu Z^{0} và W^{±}. Khối lượng, điện tích, và spin được viết ra cho mỗi loại hạt.

Vật chất thông thường và các lực tác dụng lên vật chất được miêu tả theo tính chất và hoạt động của các hạt sơ cấp. Các hạt này đôi khi được miêu tả là cơ bản, bởi vì dường như chúng không có cấu trúc bên trong, và người ta chưa biết liệu chúng có phải là hạt tổ hợp của những hạt nhỏ hơn hay không. Lý thuyết quan trọng trung tâm miêu tả các hạt sơ cấp là Mô hình Chuẩn, lý thuyết đề cập đến các tương tác điện từ, tương tác yếu và tương tác mạnh. Mô hình Chuẩn đã được kiểm chứng và xác nhận bằng thực nghiệm liên quan tới sự tồn tại của các hạt cấu thành lên vật chất: các hạt quark và lepton, và những "phản hạt" đối ngẫu với chúng, cũng như các hạt chịu trách nhiệm truyền tương tác: photon, và boson W và Z , và gluon. Mô hình Chuẩn cũng tiên đoán sự tồn tại của loại hạt gần đây mới được xác nhận tồn tại đó là boson Higgs, loại hạt đặc trưng cho một trường trong Vũ trụ mà chịu trách nhiệm cho khối lượng của các hạt sơ cấp. Bởi vì nó đã thành công trong giải thích rất nhiều kết quả thí nghiệm, Mô hình Chuẩn đôi lúc được coi là "lý thuyết của mọi thứ". Tuy nhiên, Mô hình Chuẩn không miêu tả lực hấp dẫn. Một lý thuyết thực thụ "cho tất cả" vẫn còn là mục tiêu xa của ngành vật lý lý thuyết.

#### Hadron
Hadron là những hạt tổ hợp chứa các quark liên kết với nhau bởi lực hạt nhân mạnh. Hadron được phân thành hai họ: baryon (như proton và neutron) được cấu thành từ ba hạt quark, và meson (như hạt pion) được cấu thành từ một quark và một phản quark. Trong các hadron, proton là loại hạt ổn định với thời gian sống rất lâu, và neutron khi liên kết trong hạt nhân nguyên tử cũng là loại ổn định. Các hadron khác rất không bền dưới các điều kiện bình thường và do vậy chúng là những thành phần không đáng kể trong Vũ trụ.
Từ xấp xỉ 10−6 giây sau vụ nổ Big Bang, trong giai đoạn gọi là kỷ nguyên hadron, nhiệt độ của Vũ trụ đã giảm đáng kể cho phép các hạt quark liên kết với các gluon để tạo thành hadron, và khối lượng của Vũ trụ giai đoạn này chủ yếu đóng góp từ các hadron. Nhiệt độ lúc đầu đủ cao để cho phép hình thành các cặp hadron/phản-hadron, mà giữ cho vật chất và phản vật chất trong trạng thái cân bằng nhiệt động. Tuy nhiên, khi nhiệt độ Vũ trụ tiếp tục giảm, các cặp hadron/phản-hadron không còn tồn tại nữa. Đa số các hadron và phản-hadron hủy lẫn nhau trong phản ứng hủy cặp hạt-phản hạt, chỉ để lại một lượng nhỏ hadron tại lúc Vũ trụ mới trải qua quãng thời gian một giây.: 244–266

#### Lepton
Lepton là loại hạt sơ cấp có spin bán nguyên không tham gia vào tương tác mạnh nhưng nó tuân theo nguyên lý loại trừ Pauli; không có hai lepton cùng một thế hệ nào có thể ở cùng một trạng thái tại cùng một thời gian. Có hai lớp lepton: các lepton mang điện tích (còn được biết đến lepton giống electron), và các lepton trung hòa (hay các hạt neutrino). Electron là hạt ổn định và là lepton mang điện phổ biến nhất trong Vũ trụ, trong khi muon và tau là những hạt không bền mà nhanh chóng phân rã sau khi được tạo ra từ các va chạm năng lượng cao, như ở phản ứng tia vũ trụ bắn phá bầu khí quyển hoặc thực hiện trong các máy gia tốc.
Các lepton mang điện có thể kết hợp với các hạt khác để tạo thành nhiều loại hạt tổ hợp khác nhau như các nguyên tử và positronium. Electron chi phối gần như mọi tính chất hóa học của các nguyên tố và hợp chất do chúng tạo nên các obitan nguyên tử. Neutrino tương tác rất hiếm với các hạt khác, và do vậy rất khó theo dõi được chúng. Các dòng hạt chứa hàng tỷ tỷ neutrino bay khắp Vũ trụ nhưng hầu hất đều không tương tác với vật chất thông thường.
Có một giai đoạn ngắn trong quá trình tiến hóa lúc sơ khai của Vũ trụ mà các hạt lepton chiếm lĩnh khối lượng chủ yếu. Nó bắt đầu gần 1 giây sau Vụ Nổ Lớn, sau khi phần lớn các hadron và phản hadron hủy lẫn nhau khi kết thúc kỷ nguyên hadron. Trong kỷ nguyên lepton, nhiệt độ của Vũ trụ vẫn còn đủ cao để duy trì các phản ứng sinh cặp lepton/phản-lepton, do đó lúc này các lepton và phản-lepton ở trong trạng thái cân bằng nhiệt động. Đến xấp xỉ 10 giây kể từ Vụ Nổ Lớn, nhiệt độ của Vũ trụ giảm xuống dưới điểm mà cặp lepton và phản-lepton không thể tạo ra được nữa. Gần như toàn bộ lepton và phản-lepton sau đó hủy lẫn nhau, chỉ còn lại dư một ít lepton. Khối lượng-năng lượng của Vũ trụ khi đó chủ yếu do các photon đóng góp và Vũ trụ tiến tới giai đoạn kỷ nguyên photon.

#### Photon
Photon là hạt lượng tử của ánh sáng và tất cả các bức xạ điện từ khác. Nó cũng là hạt truyền tương tác của lực điện từ, thậm chí đối với trường hợp tương tác thông qua các photon ảo. Hiệu ứng của lực điện từ có thể dễ dàng quan sát trên cấp vi mô và vĩ mô bởi vì photon có khối lượng nghỉ bằng 0; điều này cho phép tương tác có phạm vi tác dụng trên khoảng cách lớn. Giống như tất cả các hạt sơ cấp khác, photon được giải thích bằng cơ học lượng tử và nó thể hiện lưỡng tính sóng hạt, các tính chất có của sóng lẫn của hạt.
Kỷ nguyên photon bắt đầu sau khi đa phần các lepton và phản-lepton hủy lẫn nhau tại cuối kỷ nguyên lepton, khoảng 10 giây sau Big Bang. Hạt nhân nguyên tử được tạo ra trong quá trình tổng hợp hạt nhân xuất hiện trong thời gian một vài phút của kỷ nguyên photon. Vũ trụ trong kỷ nguyên này bao gồm trạng thái vật chất plasma nóng đặc của các hạt nhân, electron và photon. Khoảng 380.000 năm sau Big Bang, nhiệt độ của Vũ trụ giảm xuống tới giá trị cho phép các electron có thể kết hợp với hạt nhân nguyên tử để tạo ra các nguyên tử trung hòa. Kết quả là, photon không còn thường xuyên tương tác với vật chất nữa và Vũ trụ trở lên "sáng rõ" hơn. Các photon có dịch chuyển đỏ lớn từ giai đoạn tạo nên bức xạ nền vi sóng vũ trụ. Những thăng giáng nhỏ trong nhiệt độ và mật độ phát hiện thấy trong CMB chính là những "mầm mống" sơ khai mà từ đó các cấu trúc trong Vũ trụ hình thành lên.: 244–266

## Các mô hình vũ trụ học

### Mô hình dựa trên thuyết tương đối tổng quát
Thuyết tương đối rộng là lý thuyết hình học về lực hấp dẫn do Albert Einstein đưa ra vào năm 1915 và là miêu tả hiện tại của hấp dẫn trong vật lý hiện đại. Nó là cơ sở cho các mô hình vật lý của Vũ trụ. Thuyết tương đối tổng quát mở rộng phạm vi của thuyết tương đối hẹp và định luật vạn vật hấp dẫn của Newton, đưa đến cách miêu tả thống nhất về hấp dẫn như là tính chất hình học của không gian và thời gian, hay không thời gian. Đặc biệt, độ cong của không thời gian có liên hệ trực tiếp với năng lượng và động lượng của vật chất và bức xạ có mặt trong một thể tích cho trước. Liên hệ này được xác định bằng phương trình trường Einstein, một hệ phương trình vi phân riêng phần. Trong thuyết tương đối rộng, sự phân bố của vật chất và năng lượng xác định ra hình học của không thời gian, từ đó miêu tả chuyển động có gia tốc của vật chất. Do vậy, một trong các nghiệm của phương trình trường Einstein miêu tả sự tiến triển của Vũ trụ. Kết hợp với các giá trị đo về số lượng, loại và sự phân bố của vật chất trong Vũ trụ, các phương trình của thuyết tương đối tổng quát miêu tả sự vận động của Vũ trụ theo thời gian.
Với giả sử của nguyên lý vũ trụ học về Vũ trụ có tính chất đồng nhất và đẳng hướng ở khắp nơi, có một nghiệm cụ thể chính xác của phương trình trường miêu tả Vũ trụ đó là tenxơ mêtric gọi là mêtric Friedmann–Lemaître–Robertson–Walker,
{\displaystyle ds^{2}=-c^{2}dt^{2}+R(t)^{2}\left({\frac {dr^{2}}{1-kr^{2}}}+r^{2}d\theta ^{2}+r^{2}\sin ^{2}\theta \,d\phi ^{2}\right)}
trong đó (r, θ, φ) là các tọa độ tương ứng trong hệ tọa độ cầu. Mêtric này chỉ có hai tham số chưa xác định. Đó là tham số không thứ nguyên tỷ lệ dịch chuyển độ dài (dimensionless length scale factor) R miêu tả kích thước của Vũ trụ như là một hàm số của thời gian; giá trị R tăng biểu thị cho sự giãn nở của Vũ trụ. Chỉ số độ cong k miêu tả hình học của Vũ trụ. Chỉ số k được định nghĩa bằng 0 tương ứng cho hình học Euclid phẳng, bằng 1 tương ứng với không gian có độ cong toàn phần dương, hoặc bằng −1 tương ứng với không gian có độ cong âm. Giá trị của hàm số R theo biến thời gian t phụ thuộc vào chỉ số k và hằng số vũ trụ học Λ. Hằng số vũ trụ học biểu diễn cho mật độ năng lượng của chân không trong Vũ trụ và có khả năng liên hệ tới năng lượng tối. Phương trình miêu tả R biến đổi như thế nào theo thời gian được gọi là phương trình Friedmann mang tên nhà vật lý Alexander Friedmann.
Kết quả thu được cho R(t) phụ thuộc vào k và Λ, nhưng nó có một số đặc trưng tổng quát. Đầu tiên và quan trọng nhất, tỷ lệ dịch chuyển độ dài R của Vũ trụ sẽ không đổi chỉ khi nếu Vũ trụ là đẳng hướng hoàn hảo với độ cong toàn phần dương (k=1) và có một giá trị chính xác về mật độ ở khắp nơi, như được lần đầu tiên chỉ ra bởi Albert Einstein. Tuy vậy, trạng thái cân bằng này là không ổn định: bởi vì các quan sát cho thấy Vũ trụ có vật chất phân bố bất đồng nhất trên phạm vi nhỏ, R phải thay đổi theo thời gian. Khi R thay đổi, mọi khoảng cách không gian trong Vũ trụ cũng thay đổi tương ứng; dẫn tới có một sự giãn nở hoặc co lại trên tổng thể của không gian Vũ trụ. Hiệu ứng này giải thích cho việc quan sát thấy các thiên hà dường như đang lùi ra xa so với nhau; bởi vì không gian giữa chúng đang giãn ra. Sự giãn nở của không gian cũng giải thích lý do vì sao hai thiên hà có thể nằm cách nhau 40 tỷ năm ánh sáng, mặc dù chúng có thể hình thành ở một thời điểm nào đó cách đây gần 13,8 tỷ năm và không bao giờ chuyển động đạt tới tốc độ ánh sáng.
Thứ hai, trong các nghiệm có một đặc tính đó là tồn tại kỳ dị hấp dẫn trong quá khứ, khi R tiến tới 0 và năng lượng và vật chất có mật độ lớn vô hạn. Dường như đặc điểm này là bất định bởi vì điều kiện biên ban đầu để giải phương trình vi phân riêng phần dựa trên giả sử về tính đồng nhất và đẳng hướng (nguyên lý vũ trụ học) và chỉ xét tới tương tác hấp dẫn. Tuy nhiên, định lý kỳ dị Penrose–Hawking chứng minh rằng đặc điểm kỳ dị này xuất hiện trong những điều kiện rất tổng quát. Do vậy, theo phương trình trường Einstein, R lớn lên nhanh chóng từ một trạng thái nóng đặc cực độ, xuất hiện ngay lập tức sau kỳ dị hấp dẫn (tức khi R có giá trị nhỏ hữu hạn); đây là tính chất cơ bản của mô hình Vụ Nổ Lớn của Vũ trụ. Để hiểu bản chất kỳ dị hấp dẫn của Big Bang đòi hỏi một lý thuyết lượng tử về hấp dẫn, mà vẫn chưa có lý thuyết nào thành công hay được xác nhận bằng thực nghiệm.
Thứ ba, chỉ số độ cong k xác định dấu của độ cong không gian trung bình của không-thời gian trên những khoảng cách lớn (lớn hơn khoảng 1 tỷ năm ánh sáng). Nếu k=1, độ cong là dương và Vũ trụ có thể tích hữu hạn. Những vũ trụ như thế được hình dung là một mặt cầu 3 chiều nhúng trong một không gian bốn chiều. Ngược lại, nếu k bằng 0 hoặc âm, Vũ trụ có thể tích vô hạn. Có một cảm nhận phản trực giác đó là dường như một vũ trụ lớn vô hạn được tạo ra tức thì từ thời điểm Vụ Nổ Lớn khi R=0 và mật độ vô hạn, nhưng điều này đã được tiên đoán chính xác bằng toán học khi k không bằng 1. Có thể hình dung một cách tương tự, một mặt phẳng rộng vô hạn có độ cong bằng 0 và diện tích lớn vô hạn, trong khi một hình trụ dài vô hạn có kích thước hữu hạn theo một hướng và một hình xuyến có cả hai đều là hữu hạn. Vũ trụ với mô hình dạng hình xuyến có tính chất giống với Vũ trụ thông thường với điều kiện biên tuần hoàn (periodic boundary conditions).
Số phận sau cùng của vũ trụ vẫn còn là một câu hỏi mở, bởi vì nó phụ thuộc chủ yếu vào chỉ số độ cong k và hằng số vũ trụ Λ. Nếu mật độ Vũ trụ là đủ đậm đặc, k sẽ có thể bằng +1, có nghĩa rằng độ cong trung bình của nó đa phần là dương và Vũ trụ cuối cùng sẽ tái suy sụp trong Vụ Co Lớn, và có thể bắt đầu một vũ trụ mới từ Vụ Nẩy Lớn (Big Bounce). Ngược lại, nếu Vũ trụ không đủ đậm đặc, k sẽ bằng 0 hoặc −1 và Vũ trụ sẽ giãn nở mãi mãi, lạnh dần đi và cuối cùng đạt tới Vụ đóng băng lớn và cái chết nhiệt của vũ trụ. Các số liệu hiện tại cho thấy tốc độ giãn nở của Vũ trụ không giảm dần, mà ngược lại tăng dần; nếu quá trình này kéo dài mãi, Vũ trụ cuối cùng sẽ đạt tới Vụ Xé Lớn (Big Rip). Trên phương diện quan trắc, Vũ trụ dường như có dạng hình học phẳng (k = 0), và mật độ trung bình của nó rất gần với giá trị tới hạn giữa khả năng tái suy sụp và giãn nở mãi mãi.

Các thiên hà qua mô hình 3 chiều của ảnh chụp Hubble Ultra Deep Field